# 冴えない彼女の育てかた
『冴えない彼女の育てかた』（さえないヒロインのそだてかた）は、丸戸史明による日本のライトノベル。イラストは深崎暮人が担当している。略称は「冴えカノ」。富士見ファンタジア文庫（富士見書房→KADOKAWA）より2012年7月から2019年11月まで刊行された。2019年12月時点でシリーズ累計部数は350万部を突破している。『このライトノベルがすごい！』作品部門では2016年版で9位を獲得している。
メディアミックスとして、『月刊ドラゴンエイジ』（富士見書房→KADOKAWA）、『ヤングエース』（角川書店→KADOKAWA）、『月刊ビッグガンガン』（スクウェア・エニックス）でコミカライズされた。2015年にテレビアニメ第1期、2017年にテレビアニメ第2期が放送され、2019年には完結編となる劇場版が公開された。

## あらすじ
第1巻
春休み、アニメグッズ購入費用を得るためにアルバイトしている高校生・安芸倫也は、桜の舞う坂道で出会った少女に興味を抱き、彼女をメインヒロインのモデルにした同人ゲームの作成を思いつく。1か月後、倫也はその少女が名前すら知らないクラスメイト・加藤恵であることを知った。
筋金入りのオタクだがイラストもシナリオも書けない倫也は、同学年の美術部エースで隠れオタクの新進同人イラストレーター・澤村・スペンサー・英梨々と学年1位の優等生の先輩で人知れず新人ライトノベル作家として活躍している霞ヶ丘詩羽を誘い、恵の協力でなんとか同意を取りつけ、コミケ参加を念頭にサークルとしてゲーム作りを始める。
第2巻
合わないスケジュール、乏しい予算、仲が悪いメンバーに四苦八苦しながらも、倫也達はゲーム制作を進める。詩羽は恵に準じたキャラクターをメインヒロインに据えた伝奇系ゲームのプロットを作る。倫也は一抹の疑問を感じてそれを受け入れられないが、明確な理由を示せない。そのまま過ぎていく日々に、英梨々と詩羽は不満を漏らす。
恵を伴ってショッピング施設を訪れた倫也は、詩羽のプロットに日常に戻る結末が足りないことに気づく。過去、詩羽の作品を詩羽と語り合うようになっていた時期がある倫也だったが、詩羽の求めを拒絶したことをきっかけに、数ヶ月間、音信不通になったことがあり、その再発を防ぐため、プロットの不足点を早急に詩羽に告げようと、恵を置き去りにして詩羽の元に出向いた。
プロットの不足点について倫也から説得を受けた詩羽は、過去を捨てて日常に戻る結末も選べる変更作業を倫也とともに行い、恵に準じた薄いキャラの描写に苦労しながらも倫也とのモノ作りの楽しさを再確認し、倫也をクリエイターとして認めて歓迎した。
一方、中途半端にキャラが薄い恵の特徴をなかなか掴めずキャラクターデザインに苦戦してきた英梨々は、置き去りにされた恵が不満顔を見せたのを捉え、特徴を掴む。
第3巻
一学期の終業式の日、倫也は二学年下の波島出海と再会した。かつて倫也がオタクな精神や知識を叩き込んで愛弟子と呼び、それに応えてゲームやアニメ三昧の人生を送るようになった出海は、個人サークルで夏のコミケに参加しようとしていた。
そんな中、出海の兄・波島伊織が率いる大手サークル『rouge en rouge』が、英梨々の引き抜きを図るが、英梨々はそれを拒否し、自分のサークルの同人誌作成の合間を縫って、倫也達とのゲームの原画作成を続ける。
夏のコミケが始まり、自らのサークル設営のために参加した英梨々は、その日、島中で参加して完売した出海の作品を見て、倫也がその作品の凄さを高く評価していることに嫉妬し、過去のいじめをきっかけとした倫也との仲違いを思い出して涙を見せ、倫也と距離を取ろうとする。
コミケの後、恵と詩羽などからの協力で、いじめを受けていたころの倫也の本音を知った英梨々は、倫也から、絵描きとしての速さ、上手さ、安定を評価され、さらに凄さを求められていることを知り、その「凄さ」を身につけ、倫也を自身の信者にした時に仲直りできると考えるようになり、出海に“宣戦布告”した。倫也達はサークル名を『blessing software』に決め、冬のコミケに申し込む。
第4巻
原画とシナリオの進捗に伴い、倫也がスクリプト作成と音楽担当探しを始めたころ、倫也の従姉妹でバンド『icy tail』に属する氷堂美智留が、両親からバンド活動を反対されて家出し、倫也の家へ転がり込んできた。オタクに無理解ながらアニソンやゲーソン風の曲を作る美智留を気に入った倫也は、美智留を『blessing software』へ誘う。しかし、美智留は、自らのバンド活動継続の危機もあり、倫也が誘うオタク活動に興味を持てず拒否。逆に、両親からバンド活動継続の条件として、お目付役としてのマネージャーをつけることを提示され、両親からの信頼が厚い倫也をバンドのマネージャーとして誘い、倫也の同意を得た。
その後、倫也が『icy tail』のマネージャーとして設定した初ライブの開始直前、美智留は他のメンバーが全員オタクで初ライブもアニソン・ゲーソンライブであることを知り、動揺するが、結局は、それを受け入れ、バンド活動継続と、『blessing software』への参加に同意する。
第5巻
詩羽は、1つのゲーム内に共存困難な2つのシナリオを完成させ、どちらを使うかの選択を倫也に迫る。そのころ、『rouge en rouge』が冬のコミケに向けて『blessing software』と同ジャンルのゲームを作っていて、その原画担当が出海であることが知らされる。
シナリオの選択に困った倫也は、恵などからの助言と協力でそれらのシナリオをゲームに組み込んだテストプレイを行い、どちらを選んでもゲームのシナリオとしては大きな問題があることを知り、改善案をまとめる。詩羽は、倫也からの指摘とテストプレイを通じて、それらの問題点を認め、数日の徹夜を伴う大幅な修正作業を行い、両方のシナリオをゲームに盛り込むことにした。加えて、倫也が書くことになった主要登場人物全員に脱落者が出ずに大団円となる別のシナリオの監修をし、それも含めたシナリオを確定版とした。
第6巻
確定が遅れた上に増えたシナリオへの対応と、追加シナリオに適した新しい描画手法の試行錯誤のため、自らをカンヅメにして、締切直前まで原画作成に取り組んだ英梨々は、作業完了直後に倒れる。英梨々の看病に訪れた倫也は、その原画の「凄さ」を高く評価し、英梨々と仲直りを果たす。
倫也が英梨々の看病を優先させたために『blessing software』は出展規模を縮小せざるをえなくなったものの、なんとか冬のコミケでゲーム『cherry blessing〜巡る恵みの物語〜』の頒布を行い、大きな反響と高い評価を得た。しかし、英梨々が倒れた際の倫也の対応を巡って、倫也と恵の間に亀裂が入る。
英梨々は、ゲーム完成後、『cherry blessing』の最終作業で使った新しい描画手法を再現できず、スランプに陥る。
第7巻
ゲーム作り終盤に力尽きて倒れた英梨々を見たことがトラウマを呼び起こした倫也は、依然としてスランプから立ち直れない英梨々に、描くことを再開するよう強く求められないでいた。
そんな中、倫也は『cherry blessing』が自分の作りたかった内容から離れて英梨々や詩羽に引きずられた作風になっていて、恵をゲームのヒロインにできなかったことに気づく。そして、原点に帰って、恵を自分が求めるメインヒロインにするための新作ゲーム『冴えない彼女（ヒロイン）の育てかた（仮）』の企画書を作成し、恵に対して、英梨々が倒れた際の自身の対応を詫びるとともに、新作作りへの参加を求める。
一方、自身のクリエイターとしての成長を求める英梨々は、詩羽経由でもたらされた大手ゲームメーカーからのオファーをきっかけにスランプからの脱出を果たす。そして、そんな英梨々と組みたい詩羽は英梨々とともにそのオファーを受け入れ、倫也とのゲーム作りから離れる決断をする。倫也と恵は、1年前と同じ桜の舞う坂道で、英梨々と詩羽なしでも新作を作ることを決意する。
3年に進級した倫也と恵は、『rouge en rouge』を辞めた出海が自分達と同じ豊ヶ崎学園に進学してきたことを知る。
第8巻
英梨々と詩羽のサークル脱退から1ヶ月を経て、出海を新メンバーに迎えた倫也は、恵・美智留とともに新生『blessing software』として活動を再開し、次の冬のコミケでの出展を目指して、新作ゲームのスケジュールを作る。恵は、プロデューサー・シナリオ作成などを兼任する倫也の過負荷を懸念する。
そんな中、倫也は、英梨々や詩羽と、お互いの活動状況などをやりとりするようになっていく。しかし、恵は英梨々と距離をとり続ける。
ゲーム作成の打ち合わせに出海の家に訪れた倫也は、居合わせた伊織との会話の中で、自身が企画とシナリオ作成に専念するために伊織をサークルに勧誘することを思いつき、新作のプロットを見せて協力を要請するが、「これじゃ、売れない」といったんは断られる。その後、徹夜でプロットの問題点を見つけた倫也と恵は、その解決のために、10ヶ月前と同じショッピング施設にデートを模して訪れた。それを元に改訂されたプロットを評価した伊織は、『blessing software』と『icy tail』のプロデュースなどの担当を受け入れた。一方で倫也は英梨々に頼まれたこともあり、英梨々と恵の仲裁に動く。
第9巻
英梨々のイラストレーターとしての大きな成長を目にした恵は、一時は倫也のとりなしで会おうとしていた英梨々に距離を感じ、再び避けるようになった。一方出海も、無意識のうちに今の英梨々の絵柄に引きずられ、スランプに陥ってしまう。
そんな状況を倫也より聞かされた美智留は、詩羽に連絡。詩羽は、生の英梨々という人物を恵に伝えるため、そして絵柄を考えないほど物語に出海を引き込むため、倫也と英梨々自身の話をシナリオにすることを倫也にアドバイスする。
倫也は英梨々とチャットで昔話をしながら、幼いころに何があって、その時どう思っていたかをお互い語り合う。その話を元に、倫也は『冴えない彼女（ヒロイン）の育てかた（仮）』サブヒロインのシナリオを書く。
第10巻
出海が、取材を兼ねての『blessing software』メンバーによる合宿旅行を提案。だがそれに“ゲーム内ヒロインのモデルになった”という理由で英梨々が、さらに“自分もヒロインのモデルになれば問題ない”と言って詩羽まで参加することになった。
ところがその旅行先に、『blessing software』から英梨々と詩羽を引き抜いた張本人である紅坂朱音が車で乗り付けてくる。そして、英梨々と詩羽が旅行出発直前に提出していた、紅坂がプロデュースしているゲーム『フィールズ・クロニクル』の絵やシナリオについて、倫也の目の前でダメ出しを始める。
そして倫也の予想に反し、英梨々は口汚いダメ出しに耐え、時には真っ向から反論して紅坂のほうに譲らせるという強さを見せた反面、詩羽は心が折れるほど紅坂に罵られて、自分の書いたシナリオをほぼ全面的に否定される。その結果リテイク作業のため詩羽は合宿を切り上げて早々に帰ることになり、彼女を気遣って英梨々も共に帰った。
その後『blessing software』自体の取材合宿は滞りなく終了したが、倫也は詩羽のことがずっと気がかりだった。そのことを恵に見抜かれていた倫也は後押しされ、詩羽に立ち直ってもらうための『冴えない彼女（ヒロイン）の育てかた（仮）』の、詩羽をモデルにしたサブヒロインのシナリオを、自分と詩羽の出会いや関係などを元ネタにして書く。
第11巻
倫也は、自分（をモデルにしたヒロイン）をないがしろにされたと出海と美智留が思うほど、順調すぎるくらいに後輩ヒロインと従姉妹ヒロインのシナリオを書き上げた。その出海と美智留も、自分が担当する絵と音楽で、モチベーションを上げてそれぞれ作業を進めていた。
ところが倫也は、伊織のアドバイスで最後にまわしていたメインヒロインのシナリオに手を付けようとした途端、突然筆が進まなくなってしまう。紅坂朱音にそのスランプの原因を指摘された倫也は、メインヒロインのモデルである恵と電話などで話をして意見などを聞きながら、改めてメインヒロインのシナリオを書き始める。
第12巻
紅坂朱音が病気で倒れ、その情報が倫也のもとにも届いた。英梨々も詩羽も知らされていなかったが、ゲーム『フィールズ・クロニクル』のスケジュールは危機的状況にあり、紅坂は制作会社と交渉して、締め切りを延ばすよう要求しようとしていたところだった。
倫也は、英梨々と詩羽が作るゲームが最高のものになるようにと、恵に反対されつつも『blessing software』の自分の作業を一時中断し、紅坂の代役を務めようとする。
その作業の傍ら、完全に機嫌を悪くしてしまった恵に向けてのメールを書くうちに、その内容をメインヒロインのシナリオに組み込むことを思いつく。
第13巻
倫也は恵に告白。その時の出来事も参考にしつつ、ついにメインヒロインを含めた全シナリオを書き上げる。
それから『blessing software』の全メンバー、さらには詩羽や英梨々の協力も受けて総力を挙げ無事にゲーム『冴えない彼女の育てかた』を完成させて、冬コミに出展し、頒布した。
一方、英梨々や詩羽を“振った”ことになった倫也は、ふたりとの新たな人間関係構築を試みる。また、大学受験に失敗した倫也は、今後の進路について考える。
その後
倫也は1年遅れで恵と同じ大学に進学。その後出海も同大学への合格が決まり、受験活動などが落ち着いた皆によって『blessing software』は再始動。外注の仕事やオリジナルゲーム制作を行う。また『blessing software』は法人化し、倫也が大学4年生にして社長、恵は副社長となった。
一方、自分たちの失恋談を元ネタとした小説『世界で一番大切な、私のものじゃない君へ』の大ヒットにより、著者の詩羽とイラスト担当の英梨々はさらなる成功を収める。また英梨々は、自分に大きな仕事のオファーが来ていることを詩羽に報告し、自立のためにも詩羽とのコンビを解消。一方で『blessing software』にて再会することを詩羽と誓う。
その後詩羽は、『icy tail』を元ネタにしたガールズバンド題材の小説をまたもヒットさせ、その実写映画化時、劇中に出演するアーティストのひとりに美智留を指名。これがきっかけで美智留はメジャーデビューを果たす。
『blessing software』の面々は以前と同様、主に倫也の自宅で作業をしていたが、さすがに手狭さを感じていた。そこで倫也は恵を、英梨々と詩羽にも来てもらうことを前提とした新オフィス候補であるマンションの部屋に連れて行く。さらにその後倫也は、隣の部屋を「自分と恵の部屋」として紹介、さらに恵に婚約指輪を渡す。

## 登場人物

### 主要人物
安芸 倫也（あき ともや）
声 - 松岡禎丞
本作の主人公。私立豊ヶ崎学園2年B組、進級後は3年F組。『blessing software』では、代表者を務めている。1作目のゲームを企画してプロデューサーとディレクターを務め、スクリプト作成とシナリオ作成も一部担当した。2作目のゲームでは、企画とシナリオ作成を担当する。『icy tail』ではマネージャー（その後マネージャーは波島伊織が引き継ぐ）。
筋金入りのオタクで、学校でもそれを公言しており、目の前の人物をギャルゲーの典型的登場人物と比較して評することがある。どこに行っても物怖じしないので誰とでも溶け込める。恵から「コミュ力の高いオタク」と評されている。
仕事人間ではないが、好きなゲームやアニメBDの購入のためならば、アルバイトに精を出すこともいとわない。1年の学園祭でアニメ上映会を行った際は、学校から上映の許可を取るために、毎日のように職員室に通い、教頭ともやりあって注目を集めた結果、学校の三大有名人の一人となった。一方で18禁作品には、英梨々が描いたものであっても決して手を出さず、転売で儲けるようなことやイベントのマナーを破るようなことは決してしないため、詩羽に名前をもじり「倫理（りんり）君」と呼ばれる一因となっている。
恵以外のヒロインたちから（捻くれた）恋愛感情を向けられているが、一切自覚なし。そもそも「自分みたいなキモオタに三次元の彼女は出来るはずがない」と端から恋愛を諦めている節があり、むしろ、彼女たちを自分が信望する至高の存在、自身をモブキャラと認識している。しかも、本来は超草食系男子であり、同人制作の目的以外では女性（三次元の）と接する時はうぶ、奥手で、ヒロイン達に迫られるとすっかり焦燥して立ち尽くしたり、詩羽らに冗談交じりに手や体を触られた時には怯えるほど。恵だけは唯一倫也が恋愛感情に自覚が無いことを理解しており、淡白な関係を築いている。
加藤 恵（かとう めぐみ）
声 - 安野希世乃
本作のメインヒロイン。豊ヶ崎学園2年B組、進級後は3年A組。『blessing software』では、メインヒロイン担当であり、スクリプト作成も一部担当し、2作目では副代表も務めている。なお、メインヒロイン担当が何を意味するかは明確にされていないが、倫也の彼女という意味ではなく、あくまでメインヒロインのモデル、元ネタなどの意味。
目鼻立ちが整っていて可愛いと綺麗が中途半端に同居した容姿だが、印象が薄いために恵が倫也に名乗り出るまで、倫也はバイト中に出会った相手が恵であることに気付いていなかったどころか、恵の名前すら知らなかった。一方で、1年の時、倫也と別のクラスだった恵は、当時から倫也のことを知っていた。外出の誘いなどに気安く応じ、会話は弾むが、ギャルゲーなどのフラグに相当する展開に対して、特段とそれを意識する様子を見せずに、フラグを折る言動をする。オタクについての知識が薄く、倫也が多用するオタクネタをまったく理解できなかったり、ドン引きしたりすることがあるが、それを理由に倫也を遠ざけるようなことはしない。
他のヒロイン達が倫也に捻くれた恋愛感情を向ける中で、唯一倫也と淡白な関係を築いている。英梨々に倫也とのデートにすっぽかされたことをからかわれた時は嫉妬の表情をみせたものの、それ以外では他のヒロイン達が倫也に強引なモーションを掛けているのを傍観していたりと、全く何を考えているか分からない掴みどころの無さがある。次第に倫也と距離が縮まって行くうちに、趣味や同人活動に没頭する倫也の世話を焼くようになり、夫婦のような関係へと変わって行く。
『このライトノベルがすごい！』女性キャラクター部門では2016年版・2017年版で共に6位、2018年版で5位を獲得している。
澤村・スペンサー・英梨々（さわむら・スペンサー・えりり）
声 - 大西沙織
本作のヒロインの一人。イギリス人の父と日本人の母を持つ、小柄なハーフの美少女。豊ヶ崎学園2年G組、進級後は3年F組。『blessing software』では、1作目のゲームのキャラクターデザインと原画と背景担当を務めている。いわゆるツンデレキャラ。
美術部のエースだが、第二美術準備室を私物化して、そこで密かに自分の趣味の絵を描いている。金髪ツインテールで、瞳が青く肌が白い。家は金持ちだが、学校ではそれを鼻にかけず、お嬢様のような可憐な言動をとり、同級生を「さん」付けで呼んで分け隔て無く優しく接している。そのため人気は高いが高嶺の花のように思われていて、学校で接触するのは同じ美術部員くらいであり、校外で接触する友人はいなかった。
一方で、学校関係者にほとんど知られずにいるがオタクで、男性向け凌辱もの18禁を含めた同人誌やイラストも描く新進同人イラストレーターとして活動していて、その事情を知る者へは傍若無人な本性を見せる。18禁同人誌を描くのは「そのほうが売れるから」と公言しており、同人の題材に選ぶのも、その時々の売れ線のものばかりだが、クオリティには決して手を抜かない。
倫也の幼なじみで、彼に対してはずっと好意を抱き続けている。倫也をオタクに引き込んだ張本人でもあり、かつてはよく倫也の家に遊びに来ていた。また、特に倫也搦みとなると精神的にもろい面が多く、詩羽に言い負かされて涙目になったり逃げ出したりすることが多い。またそのもろさが、クリエイターとしてのモチベーションなどにも大きな影響を与えることがある。
柏木 エリ（かしわぎ エリ）
英梨々がイラストレーターとして同人活動をする時のペンネーム。学校関係者には殆ど知られていない。
霞ヶ丘 詩羽（かすみがおか うたは）
声 - 茅野愛衣
長く艶やかな黒髪を持つ美女。豊ヶ崎学園3年C組、後に早応大学へ進学。『blessing software』では、1作目のゲームのシナリオ担当を務めている。
豊ヶ崎学園に入学以来、卒業まで常に学年一位を誇る優等生で、下級生が憧れる存在。ほとんど表情を変えない。普段は無口で物静かだが、美人でスタイルも良いため、人目を引いて目立っている。しかし一度しゃべりだすとドSな本性をむき出しにし、相手を攻撃する問題発言を多く口にする。そのため「暗黒美女」「黒髪ロングの雪女」といった異名のもと同級生や教師に恐れられているため、学校ではほとんど話しかけられることはなかった。
学校関係者にほとんど知られずに新進ライトノベル作家としてデビューし、活動している。物語のプロットを書く時、自らが作った登場人物に憑依されたような言動をすることがある。担当編集の町田は「夢見る乙女で、本当の恋を知らず憧れている。そんな自分が大嫌いでコンプレックスの塊であり、妄想で解消してた超ヤンデレ」と表している。
ヒロインたちの中では最も狡猾で当初から倫也に腕を絡めたりトラブルで落ち込んでいる時に後から抱きついたり、と体を触れる程度のスキンシップを行っていたが、『blessing software』参加後から次第に倫也へのアプローチがエスカレートして行く。しかし素直な感情表現が出来ないため正直に思いを告げる純粋な告白が出来ず、英梨々などからは「口先だけのチキン」「ヘタレ」などと表されている。
英梨々を見ると嗜虐心をそそられて挑発し、毒舌を吐かずにいられないでいるが、イラストレーターとしては高く評価している。
霞 詩子（かすみ うたこ）
本作のヒロインの一人。詩羽のライトノベル作家としてのペンネーム。ほとんどの学校関係者に知られていない。
波島 出海（はしま いずみ）
声 - 赤﨑千夏
伊織の妹で倫也の後輩の少女。中学3年生、後に豊ヶ崎学園に進学し1年C組。『blessing software』に2作目から参加し、キャラクターデザインと原画と背景を担当。
倫也と英梨々の近所に住んでいる。嶋村小学校とは別の小学校に通っていたころに倫也と友達になり、『リトルラブ・ラプソディ2』をプレゼントされてオタクに引き込まれ、特に乙女ゲームにどっぷりはまる。その後、2度の引っ越してを経て倫也と再会した。
倫也曰く「愛弟子」「自分の見込んだ後継者」。好きなオタク話題となると熱弁を振るって相手（恵など）を引かせることもある点は、倫也と非常によく似ている。
倫也と英梨々は、凄みがある一方バランスが悪く、商品として成り立っていない欠点が多い作品と評している。だがその欠点を克服すれば自分を越える存在になるのではないかと英梨々に恐れられ、倫也に才能を認められた。
氷堂 美智留（ひょうどう みちる）
声 - 矢作紗友里
都と隣接県の椿姫（つばき）女子高校に通うバンド好きな背が高くスタイルの良い少女。誕生日は倫也と同じ。『blessing software』では、音楽担当。『icy tail』では、ギター兼ボーカルで、作曲も行う。
美智留の父と倫也の母が兄妹であり、美智留は倫也の従姉妹にあたる。倫也と同じ生年月日で、同じ病院で産まれ、生後、しばらくの間、父方の実家に預けられた際、同様に母方の実家に預けられた倫也と共に育てられた。以後も、親類が集まる場で、定期的に倫也と顔を合わせていて、仲の良い友人付き合いをしてきた。
オタクのことを毛嫌いはしないが理解できないでいて、『blessing software』への参加前は、倫也のオタク趣味を止めさせようとしていた。逆に、バンド活動への親の理解と安心感を獲得するため、『icy tail』のマネージャーに倫也を誘う。
勉強の成績は悪い一方で、スポーツ万能など多才。だが飽きっぽく、過去に所属したバレー部、演劇部、バスケット部のいずれでも活躍しつつも長続きしなかった。その後、偶然耳にした同級生3人の演奏に惹かれ、彼女らとのバンド活動に没頭するようになった。

### その他の主要人物
波島 伊織（はしま いおり）
声 - 柿原徹也
出海の兄で倫也の元親友。桜遼高校3年2組。趣味はアニメ、ラノベ、コミック、ゲーム（ただし売れ線に限る）、同人活動（ただし旨い汁に限る）。男にしては声が微妙に高いながらも、透き通った声を持つイケメン。『blessing software』に2作目から参加し、プロデューサーとディレクターを担当。また、同時期から『icy tail』のプロデューサーも担当する。
倫也と同学年で、中学1年生の春に嶋村中学校で倫也と出会った。倫也以上のオタクで、大物同人作家や有名商業漫画家・アニメーター・監督などに、多くの知り合いがおり、同人界を牛耳りたいと考えている。出会った当初の倫也は、同人、商業ともに大きな人脈を持つ中学で初めてのオタク仲間として伊織に傾倒したが、後に、自分の目的に使える人間と使えない人間を差別し、作品を金儲けや人集めの手段に躊躇なく使って自身に箔をつけるという本質に気付き、いったんは決別した。それらの伊織の正体と倫也との決別は、出海に対して伏せられていた。
英梨々のペンネームが柏木エリであることを知っていて、「もう完成している、あの若さで」と評しており、『blessing software』の始動前後、『rouge en rouge』に英梨々を引き抜こうとしたが、断られている。
前述のように倫也とは相容れない価値観の持ち主だが、ヒットする見込みを見極める能力は自分よりもずっと上だと倫也も認めている。
紅坂 朱音（こうさか あかね）
声 - 生天目仁美
早応大学在学中に『rouge en rouge』を創設した初代の代表者。本名は高坂 茜（こうさか あかね）。町田苑子とは早応大学漫研の同期であり、一緒にコミケに参加したことがある。
デビュー作がヒットしてアニメ化され、以降も単行本が出版される度に大ヒットしている超売れっ子の漫画家であり、自作の漫画や監修・原作を担当する多数の作品が、アニメ化などのメディアミックスで成功を収めている。
現在は『rouge en rouge』での同人サークル活動にはほとんどかかわっていないが、自ら天才的な才能を持つだけではなくプロデュース能力にも長け、「紅朱企画（こうしゅきかく）」という会社を経営しており、好みのクリエイターがいると引き込もうとする。そうやって自分好みの作品を広めることを最大の目的にしているが、そのためには手段を選ばず、自分も他人も使い潰すことすらいとわない。ゆえに、彼女に目を付けられて才能を開花させたクリエイターがいる一方、彼女に潰されたクリエイターも多い。

### 主要人物の家族と親類
加藤 圭一（かとう けいいち）
声 - 斉藤壮馬
恵の従兄弟。城北医大の4年生。恵いわく、子供のころから優等生。
吉永 宏美（よしなが ひろみ）
『FD2』及び『冴えない彼女の育てかた After [Six Years Later Part.1]』に登場。旧姓は加藤で、恵の6歳年上の実姉。恵が高校一年生の時に結婚して今の姓になり、実家を出て浜松に在住。
恵にとっては、嫌いではないが苦手とする存在。恵が隠しておきたいこと（倫也との関係など）を敏感に察しては意地悪く質問攻めにしている。
レナード・スペンサー
英梨々の父親。イギリス出身の外交官でオタク。名前は小説本編では登場しないが、アニメ第1期BD/DVD限定版特典（『FD2』に再録）で名前が出ている。英梨々からは「パパ」と呼ばれる。倫也は「スペンサーのおじさん」と呼ぶ。
澤村 小百合（さわむら さゆり）
声 - 中原麻衣
英梨々の母親で、腐女子の日本人。外見は非常に若く、黒髪を英梨々と同じようにツインテールにする一方、和服を着ていることが多い模様。英梨々からは「ママ」と呼ばれている。

### 不死川書店および霞詩子の関係者
町田 苑子（まちだ そのこ）
声 - 桑島法子
不死川ファンタスティック文庫の編集部に所属している霞詩子の担当編集者で、後に副編集長。早応大学を中退している。年齢不詳だが化粧薄め、ヒール低め、ショートカットで、見た目は30歳を微妙に超えている。
松原 穂積（まつばら ほづみ）
『恋するメトロノーム』のイラストレーター。『Girls Side2』およびコミカライズ版『冴えない彼女の育てかた 恋するメトロノーム』に名が出る。
『冴えない彼女の育てかた 恋するメトロノーム』によると、霞詩子の新作『純情ヘクトパスカル』のイラストも担当するよう依頼されるが、『恋するメトロノーム』のヒットにより多忙になってしまったため、やむなく断った。
相楽 真由（さがら まゆ）
『純情ヘクトパスカル』のイラストレーター。コミカライズ版『冴えない彼女の育てかた 恋するメトロノーム』に登場。ショートカットの少女で、普段は後ろ髪を2カ所ゴムで短く留めており、倫也や詩羽などからは、外見が『恋するメトロノーム』の真唯によく似ていると評されている。
「嵯峨野 文雄（さがの ふみお）」のペンネームのもと『Cutie Fake』というサークルで同人活動を行っているが、自分は他のサークルの本を買いたいがため、イベントでの売り子はほとんど兄に任せており、嵯峨野文雄も兄（男）であるというように装っていた。
相楽 文雄（さがら ふみお）
真由の兄。大学生。コミカライズ版『冴えない彼女の育てかた 恋するメトロノーム』にのみ登場。
真由の代わりに『Cutie Fake』の売り子を行い、嵯峨野文雄を装っている。一方女好きで、『Cutie Fake』の知名度などを利用して色々な女に手を出していることが匿名掲示板などに書かれており、真由からもその雰囲気を「リア充的ゲスさ」と言われるほどだ、兄姉仲は良好。
山科 慶太（やましな けいた）
不死川ファンタスティック文庫の元編集長、その後不死川書店アニメ事業部部長。コミカライズ版『冴えない彼女の育てかた 恋するメトロノーム』にのみ名が出る。
竹下 千歳（たけした ちとせ）
不死川書店アニメ事業部の女性プロデューサー。コミカライズ版『冴えない彼女の育てかた 恋するメトロノーム』に登場するほか、小説『Girls Side2』でも千歳という名前などが言及されている。
町田苑子、紅坂朱音とは大学で同期。町田苑子とは犬猿の仲である一方、紅坂朱音作品のアニメ化に多く関わっている。

### 『icy tail』の関係者
姫川 時乃（ひめかわ ときの）
声 - 鈴木絵理
『icy tail』のギター担当で、メンバーからは「トキ」と呼ばれている。美智留がメンバーになる前は、ボーカルも兼任していた。メンバーの中で一番小柄で、髪型はサイドポニー。声は少し高めで早口。
初ライブ開始直前までミッチーには隠してきたが、実は、声優オタクで、声優ライブの常連でもある。オタ芸もこなし、将来の夢は、声優のバックバンド。
水原 叡智佳（みずはら えちか）
声 - 田辺留依
『icy tail』のベースギター担当で、メンバーからは「エチカ」と呼ばれている。髪はショートで、そばかす顔で、お調子者。
初ライブ開始直前までミッチーには隠してきたが、実は、ニコニコ動画のファンで、彼氏はVOCALOIDで楽曲製作していると噂されている。ミッチーの歌を、ニコニコ動画に投稿したいと考えている。
森丘 藍子（もりおか らんこ）
声 - 大地葉
『icy tail』のリーダーでドラム担当。メンバーからは「ランコ」と呼ばれている。長髪をおさげにし、冷静で口数が少ない。
初ライブ開始直前までミッチーには隠してきたが、実は、アニメオタク。バンドもののアニメにはまった時、気に入った登場人物がドラムを担当していたので、自分もドラマーを目指すようになった。

### 豊ヶ崎学園関係者
上郷 喜彦（かみさと よしひこ）
声 - 内田雄馬
倫也のオタク友達で、1年から3年まで全てクラスメイトだった。倫也のサークル活動については全く知らない。
野崎 美奈（のざき みな）
豊ヶ崎学園1年C組で、出海のクラスメイト。入学早々、出海とオタク友達になり、サークル活動に誘われて出海と倫也のサークル説明会を見学するが、2人の熱弁を聞き「大変そうだから」とサークル参加は辞退する。
古橋 真奈美（ふるはし まなみ）
豊ヶ崎学園1年C組で、出海のクラスメイト。入学早々、美奈と共に出海とオタク友達になり、サークル活動に誘われるが、サークル説明会を見て、やはり辞退する。
蓮見 佳乃子（はすみ かのこ）
2年および3年での、倫也の担任女教師。
四捨五入したら30代。倫也からは「佳乃ちゃん」と気軽に呼ばれているが怒らず、代わりに倫也に雑用を押しつけてくる。
山城（やましろ）
1年の時の、倫也の担任教師。
オタクグッズを買う資金を得るため、自分のアルバイトを認めるよう職員室で倫也がしつこく迫った相手であり、その目立つ光景を詩羽が見ていたため、「霞詩子」のサイン会で、詩羽が倫也は自分と同じ学校の生徒だと気付くきっかけになった。

## 用語
豊ヶ崎学園
倫也たちが通う、創立10年に満たない私立高校。都内にあるが、都心というほどではない。
早応大学
東京都内にある大学。詩羽の進学先。町田苑子や紅坂朱音は同大学のOG。
和合市
都と隣接した県にある。倫也と恵の近くの駅から電車で1時間以上、六天場モールから1時間半かかる位置にある。駅前にありふれた繁華街がある。
六天場モール
玉崎市にあるカップルやファミリー向けで中世ヨーロッパをイメージした外観のショッピングモール。倫也と恵の近くの駅から電車とシャトルバスを乗り継いで2時間近くかかる。
100を超えるブランドを集めたショッピング街と、30を超える有名店を集めたレストラン街と、シネコンが併設された巨大施設。物語開始年に開設したばかりで、とても混雑している。
作成中のゲームの、プロットの問題点への対処のため、倫也は恵とここで過ごしたことがある。
豊楽園ゆうえんち
それほど混まない小さめの遊園地。倫也と恵の近くの駅から電車と徒歩で30分圏内にある。
1作目のゲームのロケハンのため、倫也と英梨々が訪れたことがある。
不死川書店
文庫レーベルとしてファンタスティック文庫を持つ出版社。霞詩子の『恋するメトロノーム』とその次作は、ここから出版されている。
ファンタスティック大賞を主催している。
『リトルラブ・ラプソディ』
大手ゲームメーカーのソナーが発売している乙女ゲーム。略称は『リトラプ』『LLR』など。
作品ごとに世界観が違うシリーズとして第3作まで発売されている。累計200万本を超える。
1作目は西洋ファンタジーで、エルドリア王家の血を引く主人公の少女を操作し、3年間のプレイ期間で攻略を行う恋愛シミュレーションゲーム。
これ以降、和風ファンタジー、学園ファンタジーと続き、4作目の舞台は芸能界と噂されている。
『フィールズ・クロニクル』
大手ゲームメーカーのマルズが発売しているロールプレイングゲームシリーズ。シリーズの累計売上は1000万の単位を超える。
毎年のように新作が発売されているコンシューマーゲーム業界の風物詩。マルズの屋台骨を支えている。
最新作は、紅坂朱音が企画・ストーリー原案・キャラクター原案などを手掛け、脚本は霞詩子、キャラクターデザインは柏木エリが予定されている。
『ジライヤーズ』
大ヒットした往年のアニメ。初回の放映は、倫也が生まれる前。
5期に渡って放映されていて、加えて数本の劇場版がある。
美智留のバンド加入のきっかけは、同級生3人によるこのアニメの主題歌の演奏であり、『icy tail』のライブデビュー時の1曲目も、同じ曲だった。

## 制作背景
本作が誕生した経緯について著者・丸戸史明は以下のように語っている。
また、担当編集者などから「お題」と称された課題が出され、それに答える形で制作が進められている。

## 既刊一覧

### 本編
- 丸戸史明（著）・深崎暮人（イラスト） 『冴えない彼女の育てかた』 富士見書房→KADOKAWA〈富士見ファンタジア文庫〉、	全13巻
  1. 2012年7月25日初版発行（7月20日発売[17]）、ISBN 978-4-04-071078-5
  2. 2012年11月25日初版発行（11月20日発売[17]）、ISBN 978-4-04-071081-5
  3. 2013年3月25日初版発行（3月19日発売[17]）、ISBN 978-4-04-071090-7
  4. 2013年7月25日初版発行（7月20日発売[17]）、ISBN 978-4-04-071091-4
  5. 2013年11月25日初版発行（11月20日発売[17]）、ISBN 978-4-04-712956-6
  6. 2014年4月25日初版発行（4月19日発売[17]）、ISBN 978-4-04-070096-0
  7. 2014年12月25日初版発行（12月20日発売[17]）、ISBN 978-4-04-070425-8
  8. 2015年6月25日初版発行（6月20日発売[17]）、ISBN 978-4-04-070426-5
  9. 2015年11月25日初版発行（11月20日発売[17]）、ISBN 978-4-04-070743-3
  10. 2016年7月25日初版発行（7月20日発売[17]）、ISBN 978-4-04-070742-6
  11. 2016年11月24日初版発行（11月19日発売[17]）、ISBN 978-4-04-072076-0
  12. 2017年3月23日初版発行（3月18日発売[17]）、ISBN 978-4-04-072077-7
  13. 2017年10月25日初版発行（10月20日発売[17]）、ISBN 978-4-04-072339-6

### 短編集
『FD』は倫也と各ヒロインの短い話を集めたものになっている。『Girls Side』は倫也不在の場面で起こった出来事を、女性キャラクター目線で書いたものになっており、本編の内容を補完するものになっている。『Memorial』は、ショップ特典などとして書かれた短編小説、書き下ろし小説やインタビューなどをあわせたものになっている。
- 丸戸史明（著）・深崎暮人（イラスト）、KADOKAWA〈富士見ファンタジア文庫〉、全7巻
  - 『冴えない彼女の育てかたFD』2014年8月25日初版発行（8月20日発売[18]）、ISBN 978-4-04-070282-7
  - 『冴えない彼女の育てかた Girls Side』2015年2月25日初版発行（2月20日発売[18]）、ISBN 978-4-04-070520-0
  - 『冴えない彼女の育てかた Girls Side2』2016年3月25日初版発行（3月19日発売[18]）、ISBN 978-4-04-070840-9
  - 『冴えない彼女の育てかた Girls Side3』2017年6月25日初版発行（6月20日発売[18]）、ISBN 978-4-04-072338-9
  - 『冴えない彼女の育てかた Memorial』2018年3月20日初版発行（同日発売[18]）、ISBN 978-4-04-072460-7
    - 「ねんどろいど加藤恵 ヒロイン服Ver.付き限定版」2018年3月16日発売[18]、ISBN 978-4-04-072461-4

  - 『冴えない彼女の育てかた FD2』2018年11月25日初版発行（11月20日発売[18]）、ISBN 978-4-04-072944-2
  - 『冴えない彼女の育てかた Memorial2』、2019年11月20日初版発行（同日発売[19]）、ISBN 978-4-04-073402-6

### 関連書籍
- 深崎暮人 『冴えない彼女の育てかた 深崎暮人画集 上 Flat.』 KADOKAWA、2021年5月17日発売[20]、ISBN 978-4-04-073624-2
- 深崎暮人 『冴えない彼女の育てかた 深崎暮人画集 下 Fine.』 KADOKAWA、2022年5月2日発売[21]、ISBN 978-4-04-073625-9

## 文庫本未収録作品一覧

### 特典小説
- 『あざとい特典のとらのあな』（5巻＆ドラゴンマガジン2014年1月号連動とらのあな特典4ページ小冊子）
- (無題)（ドラゴンマガジン 2015年3月号ふろくファンタジアヒロインカレンダーブック 2015.1 - 2016.1収録）
- 『愛と青春の下準備』（ドラゴンマガジン 2015年5月号 通巻331号、富士見書房、2015年5月20日発行 2015年3月20日発売）
- 『冴えない彼女の育てかた After [One Year Later]』（劇場版「冴えない彼女の育てかた Fine」第1週目特典）
- 『冴えない彼女の育てかた After [Two Years Later]』（劇場版「冴えない彼女の育てかた Fine」第2週目特典）
- 『冴えない彼女の育てかた After [Three Years Later]』（劇場版「冴えない彼女の育てかた Fine」第3週目特典）
- 『冴えない彼女の育てかた After [Four Years Later]』（劇場版「冴えない彼女の育てかた Fine」第4週目特典）
- 『冴えない彼女の育てかた After [Five Years Later]』（劇場版「冴えない彼女の育てかた Fine」第5週目特典）
- 『冴えない彼女の育てかた After [Six Years Later Part.1]』（劇場版「冴えない彼女の育てかた Fine」第6週目特典）
- 『冴えない彼女の育てかた After [Six Years Later Part.2]』（劇場版「冴えない彼女の育てかた Fine」第7週目特典）

### ネット小説
- 『冴えない彼女の育てかた 特別公開SS』[22]
店舗特典のSSをカクヨムにて無料公開。
  - 『冴えない彼女のとらのあな』（2016年7月15日公開）
  - 『腹黒い彼女のとらのあな』（2016年7月15日公開）
  - 『幸薄い彼女のとらのあな』（2016年7月15日公開）
  - 『機嫌悪い彼女のとらのあな』（2016年7月19日公開）
  - 『冴えないアニメ化の祝いかた』（2016年7月22日公開）
  - 『勝てない彼女のメロンブックス』（2016年7月29日公開）
  - 『冴え……ありえない夏の過ごしかた』（2016年7月26日公開）
  - 『冴えない新刊の求めかた』（2016年8月9日公開）
  - 『冴えない円盤の求めかた』（2016年8月5日公開）
  - 『単推しな彼女の虎角商店』（2016年8月2日公開）
  - 『冴えない彼女の育てかた 8 イベント追加パッチ【霞ヶ丘詩羽編】』（2016年8月12日公開）
  - 『冴えない彼女の育てかた 8 イベント追加パッチ【波島出海編】』（2016年8月16日公開）
  - 『冴えない彼女の育てかた 8 イベント追加パッチ【氷堂美智留編】』（2016年8月19日公開）

## 漫画

### 冴えない彼女の育てかた
『月刊ドラゴンエイジ』（富士見書房→KADOKAWA）にて、2013年2月号から2016年9月号まで連載。作画は守姫武士が担当している。
- 丸戸史明（原作）・深崎暮人（キャラクター原案）・守姫武士（作画） 『冴えない彼女の育てかた』 富士見書房→KADOKAWA〈ドラゴンコミックスエイジ〉、全8巻
  1. 2013年8月9日初版発行（同日発売[23]）、ISBN 978-4-04-712893-4
  2. 2014年4月9日初版発行（同日発売[24]）、ISBN 978-4-04-070081-6
  3. 2014年9月9日初版発行（同日発売[25]）、ISBN 978-4-04-070340-4
  4. 2015年1月9日初版発行（同日発売[26]）、ISBN 978-4-04-070341-1
  5. 2015年6月9日初版発行（同日発売[27]）、ISBN 978-4-04-070598-9
  6. 2015年12月9日初版発行（12月5日発売[28]）、ISBN 978-4-04-070599-6
  7. 2016年6月9日初版発行（同日発売[29]）、ISBN 978-4-04-070914-7
  8. 2016年11月19日初版発行（同日発売[30]）、ISBN 978-4-04-072080-7

### 冴えない彼女の育てかた〜egoistic-lily〜
『ヤングエース』（角川書店→KADOKAWA）にて、2013年3月号から2014年6月号まで連載された。作画はにぃとが担当している。
- 丸戸史明（原作）・深崎暮人（キャラクター原案）・にぃと（作画） 『冴えない彼女の育てかた〜egoistic-lily〜』 角川書店→KADOKAWA〈カドカワコミックス・エース〉、全3巻
  1. 2013年7月4日初版発行（同日発売[31]）、ISBN 978-4-04-120784-0
  2. 2013年12月4日初版発行（同日発売[32]）、ISBN 978-4-04-120999-8
  3. 2014年6月4日初版発行（同日発売[33]）、ISBN 978-4-04-121089-5

### 冴えない彼女の育てかた 恋するメトロノーム
『月刊ビッグガンガン』（スクウェア・エニックス）にて、2013年Vol.09から2018年Vol.5まで連載。作画は武者サブが担当。
- 丸戸史明（原作）・深崎暮人（キャラクター原案）・武者サブ（作画） 『冴えない彼女の育てかた 恋するメトロノーム』 スクウェア・エニックス〈ビッグガンガンコミックス〉、全10巻
  1. 2014年4月19日発売[34]、ISBN 978-4-7575-4296-9
  2. 2014年8月20日発売[35]、ISBN 978-4-7575-4402-4
  3. 2014年12月20日発売[36]、ISBN 978-4-7575-4520-5
  4. 2015年6月20日発売[37]、ISBN 978-4-7575-4664-6
  5. 2015年12月25日発売[38]、ISBN 978-4-7575-4847-3
  6. 2016年7月19日発売[39]、ISBN 978-4-7575-5063-6
  7. 2017年3月18日発売[40]、ISBN 978-4-7575-5296-8
  8. 2017年6月20日発売[41]、ISBN 978-4-7575-5398-9
  9. 2017年12月25日発売[42]、ISBN 978-4-7575-5563-1
  10. 2018年6月25日発売[43]、ISBN 978-4-7575-5729-1

### 冴えない彼女の育てかた Girls Side
『月刊ドラゴンエイジ』（KADOKAWA）にて、2016年10月号から2017年7月号まで連載。作画は本編コミカライズと同じく守姫武士が担当している。
- 丸戸史明（原作）・深崎暮人（キャラクター原案）・守姫武士（作画） 『冴えない彼女の育てかた Girls Side』 KADOKAWA〈ドラゴンコミックスエイジ〉、全2巻
  1. 2017年4月8日発売[44] 、ISBN 978-4-04-072210-8
  2. 2017年7月7日発売[45] 、ISBN 978-4-04-072350-1

## アニメ
テレビアニメ第1期『冴えない彼女の育てかた』は2015年1月から3月まで放送された。同第2期『冴えない彼女の育てかた♭』は2017年4月から6月まで放送された。
劇場アニメ『冴えない彼女の育てかた Fine』は2019年10月26日に公開された。

## ゲーム
冴えない彼女の育てかた -blessing flowers-
PlayStation Vita用ソフトとして、5pb.（MAGES.）より2015年4月30日に発売。
ファミ通の40点満点のクロスレビューでは29点だった。
一択彼女 加藤恵
Android用アプリとして、ソニー・ミュージックコミュニケーションズより2016年11月11日に体験版が配信され、2016年11月21日に正式リリースされた。 生活シミュレーションアプリとなっていて、同社の従来の製品『めざましマネージャー』で搭載されていた音声対話や情報の読み上げなどの機能に加え、緩やかに変化する「機嫌バロメーター」、「加藤恵」と相談しながら「二人だけのゲームシナリオ」を創作していくマンスリーイベント機能などを新たに搭載しゲームとしても楽しめるアプリ。ただ2019年3月13日をもって、Google Play Storeでの公開終了、サポートの終了、一部機能を終了することとなった。
ファンタジア・リビルド
2020年12月17日より配信されているPC / iOS / Android用アプリゲーム。2021年12月17日にサービス終了となった。
ファンタジア文庫作品のクロスオーバーRPGであり、リリース時より本作のキャラクターがフラグメントとして登場、2022年2月からプレイアブルキャラクターとして登場。

## パチスロ
- スロット 冴えない彼女の育てかた（2024年2月、大都技研）